# أوفارينسي لكرة السلة
أوفارينسي لكرة السلة (بالبرتغالية: Ovarense Basquetebol‏) هو فريق كرة سلة برتغالي تأسس في 1970. يلعب في الدوري البرتغالي لكرة السلة.

## وصلات خارجية
- الموقع الإلكتروني